# Christian Bakkerud
Christian Bakkerud (3. november 1984 i København – 11. september 2011 i London) var en dansk professionel racerkører, som deltog i to sæsoner i GP2-serien. Før dette deltog han i British Formula Three og Formula BMW. Siden 2009 kørte Bakkerud i Deutsche Tourenwagen Masters for Colin Kolles-teamet, for hvilket han også deltog ved 24-timers racerløbet i Le Mans.
Den 10. september 2011 var Bakkerud indblandet i en bilulykke i Wimbledon i London. Bakkerud døde dagen efter af de pådragne skader.